# Mediterraneibacter hominis
Mediterraneibacter hominis es una bacteria grampositiva del género Mediterraneibacter. Fue descrita en el año 2022. Su etimología hace referencia a humano. Es anaerobia estricta e inmóvil. Tiene un tamaño de 0,4-0,8 μm de ancho por 1,1-1,9 μm de largo. Tiene un contenido de G+C de 41,5%. Se ha aislado de heces humanas. 